# Morne Concorde
Morne Concorde är ett berg i Dominica.   Det ligger i parishen Saint Andrew, i den centrala delen av landet, 25 km norr om huvudstaden Roseau. Toppen på Morne Concorde är 592 meter över havet, eller 193 meter över den omgivande terrängen. Bredden vid basen är 2,1 km. Morne Concorde ligger på ön Dominica. Det ingår i Grande Soufrière Hills.
Terrängen runt Morne Concorde är kuperad åt sydväst, men åt nordost är den platt. Havet är nära Morne Concorde åt nordost.  Närmaste större samhälle är Portsmouth, 19,6 km väster om Morne Concorde. I omgivningarna runt Morne Concorde växer i huvudsak städsegrön lövskog.